# Graff (herb szlachecki)
Graff – polski herb szlachecki z nobilitacji.

## Opis herbu
Na tarczy dzielonej w słup w polu prawym, czerwonym, nałęczka srebrna; w polu lewym, czerwonym gozdawa od góry srebrna, od dołu złota, między dwiema różami srebrnymi w pas.
Herb posiada dwa hełmy w koronach. Klejnot na prawym – ogon pawi przebity strzałą srebrną, między dwoma takimiż rogami jelenimi. Klejnot na lewym – ogon pawi.
Labry – na hełmie prawym czerwone, podbite srebrem z plamkami zielonymi i złotymi. Na hełmie lewym czerwone, z prawej podbite srebrem, z lewej złotem.

## Najwcześniejsze wzmianki
Nadany 20 marca 1552 Janowi Graffowi, kupcowi poznańskiemu i jego żonie, Katarzynie. Herb powstał przez adopcję do Nałęcza i Poroni. Herb jest niemal identyczny z nadanym 4 lata później herbem Janczewski. Anna Wajs pisze o adopcji do Nałęcza i Gozdawy, nie Poroni. Nałęcza Janowi mieli udzielić bracia Stanisław, Sędziwój i Wojciech z Czarnkowa, zaś Gozdawa miała być udzielona żonie.

## Herbowni
Graff.